# Utegångsförbud
Utegångsförbud är ett förbud mot befinna sig utomhus, och ofta gäller förbudet nattetid (när det är mörkt ute). Utegångsförbud utfärdas ofta i samband med undantagstillstånd, när landets säkerhet hotas. Ordet finns i svensk skrift sedan 1942 (då andra världskriget pågick).
Utegångsförbud kan utfärdas av exempelvis myndigheter, vårdnadshavare och av arbetsgivare för inneboende anställda. Personer som trotsar utegångsförbudet kan bli frihetsberövade av polis, militär eller annan ordningsmakt. I vissa fall kan utegångsförbudet vara en permanent åtgärd. I exempelvis vissa amerikanska städer, däribland Washington D.C., råder permanent utegångsförbud för omyndiga efter midnatt. Utegångsförbudet kan också vara en tillfällig åtgärd som vidtas i samband med ett undantagstillstånd. Det kan exempelvis utfärdas i försök att återställa ordningen efter kravaller, upplopp, attentat eller andra oroligheter (som till exempel oroligheterna i Parisupploppen 2005), eller för att förtrycka vissa befolkningsgrupper (som till exempel utegångsförbuden som judar påbjöds under den nazityska regimen).
Om en vårdnadshavare beslutar att ett barn ska vara hemma före ett visst klockslag på kvällen kan det uttryckas som att barnet har utegångsförbud efter det klockslaget. I praktiken är dock det språkbruket relativt ovanligt. Om termen används inom barnuppfostran handlar det oftast om att ett barn inte tillåts lämna bostaden inom en av vårdnadshavaren förbestämd tid, exempelvis en helg. Strafftiden beror ofta på hur allvarligt barnets överträdelse varit. Strafftiden kan sedan kortas eller förlängas beroende på hur barnet skött sig efter att utegångsförbudet trätt i kraft. I praktiken har användande av denna bestraffningsform minskat i Sverige.
När personer arbetar i sin arbetsgivares hem kan arbetsgivaren besluta att den anställde ska återvända till hemmet före ett visst klockslag. Det är således ett exempel på utegångsförbud. Vanligen har en au pair eller nanny ett utegångsförbud att rätta sig efter.